# Xyris floridana
Xyris floridana là một loài thực vật hạt kín trong họ Hoàng đầu. Loài này được (Kral) E.L.Bridges & Orzell mô tả khoa học đầu tiên năm 2003.